# Orrträsket (Lycksele socken, Lappland)
Orrträsket är en sjö i Lycksele kommun i Lappland och ingår i Umeälvens huvudavrinningsområde. Sjön har en area på 0,968 kvadratkilometer och ligger 254 meter över havet.

## Delavrinningsområde
Orrträsket ingår i det delavrinningsområde (717609-165477) som SMHI kallar för Mynnar i Skivsjökalven. Medelhöjden är 297 meter över havet och ytan är 15,44 kvadratkilometer. Det finns inga avrinningsområden uppströms utan avrinningsområdet är högsta punkten. Vattendraget som avvattnar avrinningsområdet har biflödesordning 4, vilket innebär att vattnet flödar genom totalt 4 vattendrag innan det når havet efter 157 kilometer. Avrinningsområdet består mestadels av skog (84 procent). Avrinningsområdet har 0,97 kvadratkilometer vattenytor vilket ger det en sjöprocent på 6,3 procent.